# Czaszówka trawowa

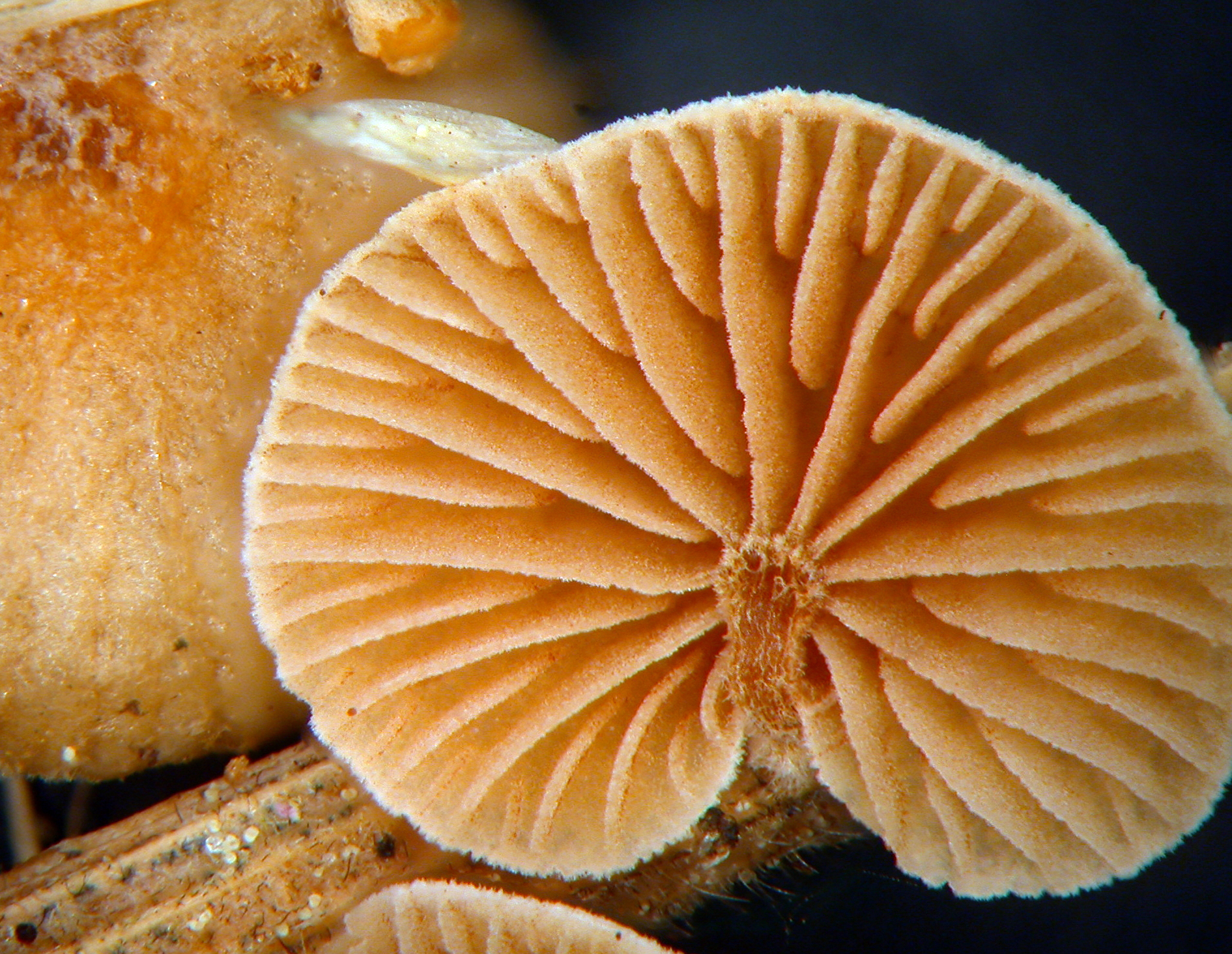

Czaszówka trawowa, ciżmóweczka trawowa (Deconica phillipsii (Berk. & Broome) Noordel) – gatunek grzybów należący do rodziny pierścieniakowatych (Strophariaceae).

## Systematyka i nazewnictwo
Pozycja w klasyfikacji według Index Fungorum: Deconica, Strophariaceae, Agaricales, Agaricomycetidae, Agaricomycetes, Agaricomycotina, Basidiomycota, Fungi.
Po raz pierwszy takson ten opisali w 1878 r. Miles Joseph Berkeley i Christopher Edmund Broome, nadając mu nazwę Agaricus phillipsii. Obecną nazwę nadał mu w 2009 r. Machiel Evert Noordeloos.
Ma kilkanaście synonimów. Niektóre z nich:
- Geophila phillipsii (Berk. & Broome) Kühner & Romagn. 1953
- Melanotus phillipsii (Berk. & Broome) Singer 1973
- Pleuroflammula phillipsii (Berk. & Broome) Singer 1951
- Psilocybe phillipsii (Berk. & Broome) Vellinga & Noordel. 1995[2].

Nazwę polską zaproponował Władysław Wojewoda w 1999 r. dla nazwy naukowej Melanotus phillipsii. Po przeniesieniu do rodzaju Deconica nazwa polska stała się niespójna z nazwą naukową. W 2025 r. Komisja ds. Polskiego Nazewnictwa Grzybów Polskiego Towarzystwa Mykologicznego zarekomendowała nazwę czaszówka trawowa.

## Morfologia
Kapelusz
Średnica 5–10 mm, kształt nerkowaty do półokrągłego, również muszlowaty, lekko wciętyu nasady trzonu, żłobkowany do 2/3 średnicy. Młode owocniki pozostają jeszcze wypukłe na już dobrze rozwiniętym trzonie. Brzeg równy lub ząbkowany i podwinięty. Powierzchnia delikatnie filcowata, brązowoochra do cielistej, w kierunku podstawy czerwonawobrązowawa.
Blaszki
Dobrze rozwinięte, pełnych blaszek do ok. 12, 1 = do ok. 8, tej samej barwy co kapelusz lub nieco jaśniejsze. Ostrza tej samej barwy.
Trzon
O długości 1–3 mm i grubości 0,5 mm, ekscentryczny, wyrastający niemal całkowicie z boku kapelusza, ciemnobrązowy do rdzawobrązowawego, u podstawy filcowaty z białą grzybnią.
Miąższ
Cienki, niemal błoniasty tej samej barwy co kapelusz, o łagodnym smaku i bez wyraźnego zapachu.
Cechy mikroskopowe
Zarodniki owalne do nieco łezkowatych, spłaszczone po bokach, z mniej lub bardziej wyraźnymi porami rostkowymi, gładkie, pod mikroskopem jasnobrązowawe, 5,5–7(8) × 2,8–4(5) µm, większość 7 × 3–4 µm. Podstawki 4-zarodnikowe, 14–18 × 4–5 µm ze sterygmami o długości do 33 µm. Brak pleurocystyd, cheilocystydy o długości 20–30 μm, na środku napęczniałe do 3–7 μm, z długą, falistą, smukłą szyja, czasami na wierzchołku na długości 1–3 μm rozwidlone. Strzępki ze sprzążkami. Skórka kapelusza o grubości około 10 µm, typu epicutis i trichoderm. Pod skórką żelatynowata warstewka o grubości około 100 µm.

## Występowanie i siedlisko
Najwięcej stanowisk podano w Europie, poza nią nieliczne stanowiska podano w Ameryce Północnej i Południowej, Afryce, na wyspach Oceanu Indyjskiego i na Nowej Zelandii W Polsce do 2003 r. jedyne stanowisko podała Barbara Gumińska w 1976 r. w Pienińskim Parku Narodowym. W późniejszych latach podano następne stanowiska. Aktualne stanowiska podaje także internetowy atlas grzybów. Znajduje się w nim na liście gatunków zagrożonych i wartych objęcia ochroną.
Grzyb saprotroficzny. Występuje na martwych łodygach roślin zielnych.